# Вероника не придёт
«Вероника не придёт» — российский художественный фильм.
Фильм рассказывает о двух периодах жизни: Вероники в старости (актриса Римма Маркова) и молодой (актриса Мария Скосырева)

## Сюжет
Наши дни:
Сюжет начинается с того, как Вероника врывается в квартиру своего сына Андрея, громит её, забирает кофе и уходит. Андрей в отчаянии: такие случаи происходят регулярно, его жена и дети напуганы. Он устраивает мать в Дом престарелых.
Прошлое:
Вероника талантливая и сильная женщина без комплексов. Её правило — каждый день коньяк и папиросы. Благодаря высокопоставленному любовнику она становится главным редактором печатного издания. В её подчинении красавец журналист Сергей и его бесталанная и нервная молодая жена. Симпатия и флирт между Вероникой и Сергеем приводит к нервному срыву у его жены, который рушит жизни у всех.
Наши дни:
Она переезжает в дом престарелых, и встречает свою бывшую обожающую её секретаршу и дочь Сергея. У неё начинается новая жизнь. Но вскоре она понимает, что не сможет жить с этими «мокрицами» и «гномами», и уходит. Когда Вероника идёт по городу, она останавливается у реки, чтобы выбросить старые фотографии. Тут к ней подъезжает Сергей в кресле-каталке, которого она уже давно считала умершим. В последнем эпизоде фильма они издают вместе сборник его стихов, приходят в дом престарелых, и раздают всем по экземпляру.

## В ролях
- Римма Маркова — Вероника
- Мария Скосырева — Вероника в молодости
- Виталий Емашов — Сергей в молодости
- Алиса Гребенщикова — дочь Сергея
- Дмитрий Ратомский — сын Вероники в юности
- Сергей Варчук — сын Вероники
- Наталья Защипина — секретарша Вероники (пожилая)
- Вера Александрова — жена Сергея
- Петр Меркурьев — Григорий Августович, обитатель дома престарелых

## Музыка
Оригинальный саундтрек написан петербургской группой «Шайденбах» (Scheidenbach). Был задействован необычный состав инструментов. Помимо аккордеона и мелодики в фильме звучат акустические бас-гитары, укулеле, лоу-вистл, ритм отбивался на кахоне. Духовой оркестр, показанный в доме престарелых, был озвучен настоящими трубами без применения синтезаторов.
На всех инструментах играли Александр Григорьев, Глеб Гезиков и Алексей Беляков

## Призы, награды
- Призы «Лучший фильм» и «Лучшая актриса» (Мария Скосырева) на третьем зрительском фестивале имени Сергея Герасимова «Любить человека».
- Приз «Лучшая главная женская роль» (Римма Маркова) на XVI Международном фестивале актёров кино «Созвездие»

## Восприятие
Кинообозреватель газеты «Культура» Геннадий Белостоцкий считал, что режиссёру Элине Суни не удалось обуздать излишний темперамент актрисы Риммы Марковой. По его мнению, в некоторых моментах возникают нотки театральщины, не подходящие на пользу фильму.